# A1 Ethniki (pallacanestro femminile)
La A1 Ethniki (gr. Α1 Εθνική Κατηγορία Γυναικών) è il massimo campionato della Grecia di pallacanestro femminile.

## Storia
Il primo campionato iniziò nel 1966-67. Un cambiamento significativo avvenne nella stagione 1984-85, con la formazione delle prime due serie nazionali, la A Ethniki e la B Ethniki. Con l'anno 1997 la A Ethniki venne scissa in A1 e A2 Ethniki. Nel 2003 la serie nazionale B Ethniki venne abolita mentre la A2 Ethniki si divise nei gruppi Nord e Sud.
I play-off fra le prime quattro squadre classificate e i play-out fra la ottava e la undicesima, vennero aggiunti dal 2010.

## Partecipanti
Le undici squadre nella stagione 2023-24 sono:
- Olympiacos Pireo, detentore
- Panathīnaïkos, finalista
- Esperídes Kallithea, terza
- Protéas Voula, quarta
- PAS Giannina, quinta
- Īraklīs Salonicco, sesta
- Eleutheria Moschato, settima
- PAOK Salonicco, ottava
- Evnikos Ano Liosia, nona
- Nikī Leucade, decima
- Athinaïkós Vironas, undicesima

## Albo d'oro
- 1967-68 Īraklīs Salonicco
- 1968-69 Peiraïkos
- 1969-70 Peiraïkos
- 1970-71 Īraklīs Salonicco
- 1971-72 Īraklīs Salonicco
- 1972-73 Collegio di Atene
- 1973-74 Apollon Kalamarias
- 1974-75 Palaio Falīro
- 1975-76 Sporting Atene
- 1976-77 Sporting Atene
- 1977-78 Olympiacos Volou
- 1978-79 Sporting Atene
- 1979-80 Sporting Atene
- 1980-81 Sporting Atene
- 1981-82 Palaio Falīro
- 1982-83 Sporting Atene
- 1983-84 Sporting Atene
- 1984-85 Sporting Atene
- 1985-86 Sporting Atene
- 1986-87 Sporting Atene

- 1987-88 Sporting Atene
- 1988-89 Sporting Atene
- 1989-90 Sporting Atene
- 1990-91 Sporting Atene
- 1991-92 Apollon Kalamarias
- 1992-93 Sporting Atene
- 1993-94 Sporting Atene
- 1994-95 Sporting Atene
- 1995-96 Sporting Atene
- 1996-97 Sporting Atene
- 1997-98 Panathīnaïkos
- 1998-99 Sporting Atene
- 1999-00 Panathīnaïkos
- 2000-01 Anō Liosia
- 2001-02 Anō Liosia
- 2002-03 Anō Liosia
- 2003-04 Sporting Atene
- 2004-05 Panathīnaïkos
- 2005-06 Esperides Kallithea
- 2006-07 Paniōnios

- 2007-08 Esperides Kallithea
- 2008-09 Athīnaïkos A.S.
- 2009-10 Athīnaïkos A.S.
- 2010-11 Athīnaïkos A.S.
- 2011-12 Athīnaïkos A.S.
- 2012-13 Panathīnaïkos
- 2013-14 Ellīniko-Sourmena
- 2014-15 Ellīniko-Sourmena
- 2015-16 Olympiacos Pireo
- 2016-17 Olympiacos Pireo
- 2017-18 Olympiacos Pireo
- 2018-19 Olympiacos Pireo
- 2019-20 Olympiacos Pireo
- 2020-21 Panathīnaïkos
- 2021-22 Olympiacos Pireo
- 2022-23 Olympiacos Pireo
- 2023-24 Olympiacos Pireo
- 2024-25 Olympiacos Pireo

## Vittorie per club
| Squadra             | Città                | Titolo | Anno |
| ------------------- | -------------------- | ------ | --- |
| Sporting Atene      | Atene                | 21     | 1976, 1977, 1979, 1980, 1981, 1983, 1984, 1985, 1986, 1987, 1988, 1989, 1990, 1991, 1993, 1994, 1995, 1996, 1997, 1999, 2004 |
| Olympiacos Pireo    | Il Pireo             | 9      | 2016, 2017, 2018, 2019, 2020, 2022, 2023, 2024, 2025                                                                         |
| Panathīnaïkos       | Atene                | 5      | 1998, 2000, 2005, 2013, 2021                                                                                                 |
| Athīnaïkos A.S.     | Vironas, Atene       | 4      | 2009, 2010, 2011, 2012 |
| Īraklīs Salonicco   | Salonicco            | 3      | 1968, 1971, 1972 |
| Anō Liosia          | Ano Liosia           | 3      | 2001, 2002, 2003 |
| Peiraïkos           | Il Pireo             | 2      | 1969, 1970 |
| Apollon Kalamarias  | Kalamaria, Salonicco | 2      | 1974, 1992 |
| Palaio Faliro       | Palaio Faliro, Atene | 2      | 1975, 1982 |
| Esperides Kallithea | Kallithea, Atene     | 2      | 2006, 2008 |
| Elliniko-Sourmena   | Elliniko, Atene      | 2      | 2014, 2015 |
| Collegio di Atene   | Atene                | 1      | 1973 |
| Olympiacos Volou    | Volo                 | 1      | 1978 |
| Paniōnios           | Nea Smyrnī, Atene    | 1      | 2007 |